# Salacot

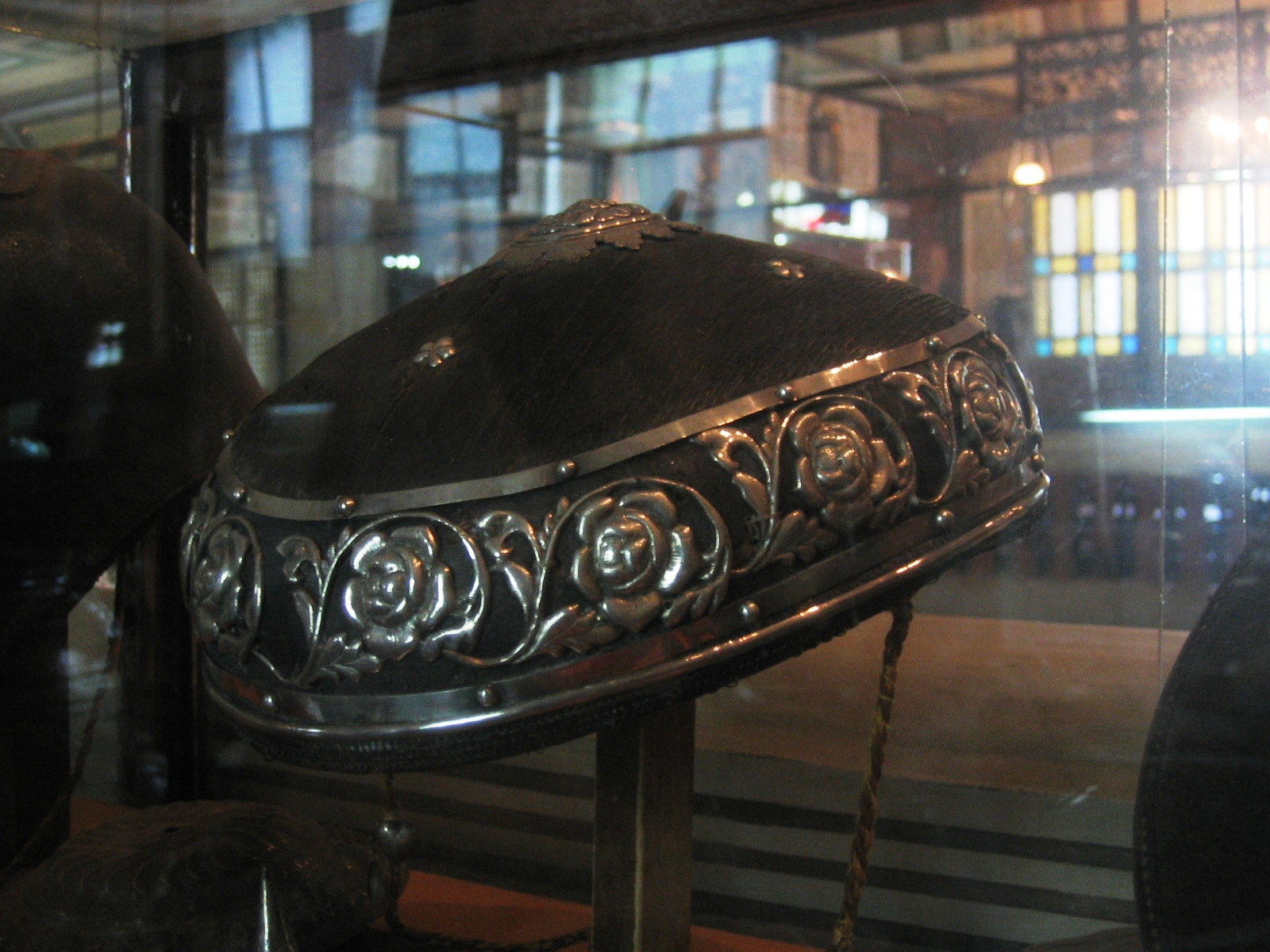
O salakot de Gobernadorcillo e um "cabeza de baranggay".

O Salacot (ou salakot) é um tradicional chapéu de abas largas, usado principalmente nas Filipinas. Geralmente é feito tanto de vime quanto de junco, e pode ser considerado como a contrapartida do filipino chapéu de palha cónico encontrado no leste da Ásia e países do Sudeste Asiático.
Uma antiga tradição conta que os primeiros colonizadores do arquipélago malaio comprou os vales e planícies da ilha de Panay, nas Filipinas, a partir dos Aetas nativos em troca de um salakot de ouro e um colar muito longo pérola chamada manangyad, que tocava o solo quando usado pela esposa do cacique Aeta.
O salakot é um símbolo comum de identidade filipina. Muitas vezes, é retratado como o chapéu usado por Juan de la Cruz, o símbolo da psique coletiva Filipino, o equivalente para o Tio Sam dos americanos. O costume de embelezar este arnês Filipino desenvolvida como uma prática durante o regime espanhol. Embora normalmente usados pelos agricultores, os ricos e desembarcados cristãos filipinos e mestiços (especialmente os membros da Principalía), também usariam o salakot, gravam este chapéu com prata, e, por vezes, cair moedas de prata e pingentes em torno da borda do arnês. Muitas das representações gobernadorcillos e cabezas de barangay que retratam estes funcionários públicos durante o período colonial usando salakots ornamentados. Não era incomum para esta classe usarem salakots feitos de materiais mais preciosos (como carapaças de tartaruga e metais preciosos).